# براوا، دماغه سبز
براوا، کیپ ورد (به لاتین: Brava, Cape Verde) یک آتشفشان و جزیره در کیپ ورد است که در جزایر بارلاونتو واقع شده‌است.

## خصوصیات
براوا ۵٬۹۷۱ نفر جمعیت دارد و ۹۷۶ متر بالاتر از سطح دریا واقع شده‌است.